# ザ・リラン・ショウ
『ザ・リラン・ショウ』(The Rerun Show)はアメリカ合衆国のNBCが2002年8月1日から同年8月20日まで放映した、短命に終わったスケッチ・コメディーのTV番組である。VH1でも毎週金曜日の夜11時30分より放送となったこのシリーズは、ジョン・デイヴィースとデヴィッド・サルズマンとによって制作された。

## 概要
この番組は、『ザ・ジェファーソンズ』(The Jeffersons)、『ザ・ファクツ・オブ・ライフ』(The Facts of Life)、『マリド・ウィズ・チルドレン』(Married... with Children)、『ワッツ・ハプニン!!』(What's Happening!!)、『セイヴド・バイ・ザ・ベル』(Saved by the Bell)、『アーノルド坊やは人気者』(Diff'rent Strokes)、『奥さまは魔女』(Bewitched)、『パートリッジ・ファミリー』(The Partridge Family)、『ワン・ディ・アット・ア・タイム』(One Day at a Time)といった過去の名作を茶化しており、各エピソードは元の物語が本来意図していたところを敢えて曲解することによってオリジナルに出演していた俳優をからかう形式のシットコムのパロディ の2本立てで構成されていた。
当番組のニールセン視聴率(Nielsen ratings)はスタート時こそトップ10に登場するほど好調だった が、すぐに下降しNBCは7話でシリーズを打ち切りとした。

## キャスト
- ポール・ヴォグト (Paul Vogt)
- ブライアン・ビーコック (Brian Beacock)
- アシュリー・ドレイン (Ashley Drane)
- キャンディ・フォード (Candy Ford)
- ダニエル・ゲイザー (Daniele Gaither)
- ダニエル・フーヴァー (Danielle Hoover)
- ドナルド・ジーン・リード (Donald Gene Reed)
- ミッチ・シルパ (Mitch Silpa)

### ゲスト
- マーラ・ギブス (Marla Gibbs)
- ゲーリー・コールマン (Gary Coleman)
- デヴィッド・ファウスティーノ (David Faustino)
- エリック・エストラーダ (Erik Estrada)
- デニス・ハスキンズ (Dennis Haskins)
- トッド・ブリッジス (Todd Bridges)
- ダスティン・ダイアモンド (Dustin Diamond)
- フレッド・ベリー (Fred Berry)
- アルフォンゾ・リベイロ (Alfonso Ribeiro)
- ダニー・ボナデュース (Danny Bonaduce)
- アレックス・ミシェル (Alex Michel)

## エピソード
| № | タイトル | 放送日        |
| - | --- | ------------- |
| 1 | 『アーノルド坊やは人気者』 "ザ・ライヴァルズ" (The Rivals) / 『ザ・パートリッジ・ファミリー』 "もてもてキースの恋人探し" (Keith and Lauriebelle)                                                    | 2002年8月1日  |
| 2 | 『ザ・ファクツ・オブ・ライフ』 "ショップリフティング" (Shoplifting) / 『ザ・ジェファーソンズ』"ア・ベッドタイム・ストーリィ" (A Bedtime Story)                                                      | 2002年8月6日  |
| 3 | 『ワッツ・ハプニン!!』 "リラン・ゲッツ・マリド" (Rerun Gets Married) / 『奥さまは魔女』 "まじめダーリンとあそびダーリン" (Divided He Falls)                                                         | 2002年8月8日  |
| 4 | 『セイヴド・バイ・ザ・ベル』 "ジェシィズ・ソング" (Jessie's Song) / 『ザ・ジェファーソンズ』 "フローレンス・イン・ラヴ" (Florence in Love)                                                          | 2002年8月13日 |
| 5 | 『ワン・ディ・アット・ア・タイム』 "プレシュア" (Pressure) / 『セイヴド・バイ・ザ・ベル』 "ミス・ベイサイド" (Miss Bayside)                                                                         | 2002年8月15日 |
| 6 | 『ザ・パートリッジ・ファミリー』 "マイ・サン、ザ・フェミニスト" (My Son, the Feminist) / 『マリド・ウィズ・チルドレン』 "ザ・ダンス・ショウ" (The Dance Show)                                       | 2002年8月20日 |
| 7 | 『マリド・ウィズ・チルドレン』 "ウィーニィ・タト・ラヴァーズ・アンド・アザー・ストレンジャーズ" (Weenie Tot Lovers & Other Strangers) / 『奥さまは魔女』 "フィアンセはウサギ" (A Bunny for Tabitha) | 2002年8月20日 |

## 視聴者数
- 第1回 (2002年8月1日) - 940万人
- 第2回 (2002年8月6日) - 580万人
- 第3回 (2002年8月8日) - 660万人
- 第4回 (2002年8月13日) - 500万人
- 第5回 (2002年8月15日) - 590万人
- 第6回 (2002年8月20日) - 470万人
- 第7回 (2002年8月20日) - 450万人

## 参照
1. ↑  James, Caryn (2002年8月1日). “TELEVISION REVIEW; Hindsight Makes Actors The Butt of the Jokes”. The New York Times 2011年6月8日閲覧。 {{cite news}}: |publisher=では太字とイタリック体は使えません。 (説明)⚠
2. ↑  Collins, Scott (2002年8月7日). “Ratings Rerun: Nbc No. 1 Again”.  The Hollywood Reporter. 2011年6月8日閲覧。